# ときどきパクッちゃお!
『ときどきパクッちゃお!』は、アダルトゲームメーカーであるXANADUが2004年10月8日に発売した18禁えろちっくぴかれすく浪漫である。

## ストーリー
主人公（早川ミユキ）が幼馴染の三姉妹のいる阿川家に居候することになった。ミユキは家事能力が優れていたために阿川家の家事の面倒を見ることとなったが、家や職場や様々なところで三姉妹にいじられる日が続く。
あるとき、数年前に亡くなった母からの遺言状を受け取ったミユキは、そこで母親が実は世間を揺るがせていた怪盗ゼロであったことを知る。そして、怪盗ゼロのマスクに宿るフィーと名乗るネコの姿をした意識体から、ミユキの母は世界の平和を守るために盗人をしていたことを聞く。
絵画、財宝に宿るスピリチュアルを解放しなければ地球は滅んでしまうとフィーに言われたミユキは、母親の後を継いで怪盗ゼロになることを決心する。こうして昼間は三姉妹にいじられ、仕返しに夜には怪盗ゼロとなり三姉妹をいじる、ミユキの活躍が始まった。

## 登場キャラクター
早川 ミユキ（はやかわ ミユキ）
声：立花舞
身長：161cm / 体重：45kg / B76/W54/H77
主人公。ニーソックスがやけに似合う男の子。昼間はどこでもかまわず三姉妹にいじられる。
怪盗ゼロ
声：立花舞
身長：163cm / 体重：54kg / B78/W54/H82
主人公の夜の姿。昼間のお返しに三姉妹をいじり倒す。
阿川 要（あがわ かなめ）
声：まきいづみ
身長：164cm / 体重：56kg / B97/W60/H95
長女。巨乳の天然ボケキャラであるが実は優秀な捜査員。
阿川 紗弥香（あがわ さやか）
声：新堂真弓
身長：158cm / 体重：50kg / B82W57H80
次女。ダメダメが口癖。自分が名探偵だと信じて怪盗ゼロを追っかけている。
阿川 江衣巳（あがわ えいみ）
声：下村理沙
身長：127cm / 体重：25kg / B60/W53/H63
三女。片目を眼帯で覆っているふしぎ少女。人形のハリーをいつも脇に抱えている。
沢 姫子（さわ ひめこ）
声：白沢文香
身長：172cm / 体重：46kg / B68/W62/H83。
要の同僚。犬嫌い。人から姫子と呼ばれるのを嫌う。
フィー
声：綾川りの
怪盗ゼロのマスクに宿る意識体。ネコの姿で行動している。

## ゲーム構成
- おおまかに4つのパート（お誘いパート→いぢられパート→怪盗パート→いぢりパート）を繰り返し、章仕立ての物語を進めていく。
- ゲームの特徴として、男である主人公の声があることも一つだが、日にちや場所の提示以外は全てセリフから構成されている点である（通常のアダルトゲームにあるような、誰が何をするとかいったただの説明部分がない）。
- 三姉妹と姫子のいずれかと最終的に結ばれるストーリー展開となっている。

## スタッフ
- 原画：双龍（だぶるどらごん）
- シナリオ：桑原文彦、藤崎竜太
- プロデューサー：MOKA

## 主題歌
オープニングテーマ「ハートにご用心」
作詞：貞方祥 / 作曲・編曲：ジャンゴマン / 歌：新堂真弓、原田ひとみ